# (33438) 1999 FE10
1999 FE10 (asteroide 33438) é um asteroide da cintura principal. Possui uma excentricidade de 0.14979270 e uma inclinação de 0.67454º.
Este asteroide foi descoberto no dia 22 de março de 1999 por LONEOS em Anderson Mesa.